# 加藤良三 (商法学者)
加藤 良三（かとう りょうぞう、1930年9月25日 - 2016年11月6日）は、日本の法学者（商法・消費者保護法）、弁護士（横浜弁護士会所属）。博士（法学）。Ｄマル合教授。関東学院大学名誉教授。関東学院大学法学部初代法学部長、同法科大学院初代法科大学院研究科長。瑞宝小綬章受章。

## 略歴
- 愛知県西春日井郡新川町（現・清須市）生まれ。
- 1953年
  - 一橋大学法学部卒業。
  - 野村証券株式会社入社（1954年3月退社）
- 1956年
  - 一橋大学大学院経済法研究科修士課程修了。
  - 4月 - 名古屋学院名古屋高等学校英語科教諭（1961年3月退職）
- 1967年 4月 - 国際商科大学（現:東京国際大学）商学部商法担当講師（1992年3月まで）
- 1968年 4月 - 南山大学経済学部専任講師（商法担当）
- 1970年 4月 - 南山大学経済学部助教授（商法担当）
- 1972年 4月 - 滋賀大学経済学部非常勤講師（商法担当）（1977年3月まで）
- 1974年10月 - 南山大学経済学部教授（商法担当）（1991年3月まで）、南山大学院経営学研究科企業法担当（演習及講義）教授（1981年3月まで）
- 1977年
  - 2月 - 大学設置審議会において南山大学法学部教授（商法及経済法担当）の資格審査に合格
  - 4月 - 南山大学法学部教授（商法担当）（1991年3月まで）
- 1978年
  - 4月 - 専修大学商学部非常勤講師（商法担当） （1992年3月まで）
  - 4月 - 南山大学就職委員長（1986年3月まで）
- 1981年
  - 2月 - 大学院設置審議会において南山大学大学院法学研究科（修士課程）、商法担当（演習及講義）教授の資格審査に合格
  - 4月 - 南山大学大学院法学研究科商法担当（演習及講義）教授（1991年3月まで）、南山大学大学院法学研究科専攻主任（1991年3月まで）
- 1984年
  - 4月 - 南山大学法学部法律学科長・評議員（1984年10月まで）
  - 11月 - オーストラリア、国立モナッシュ大学法学部客員教授（1985年7月まで）
- 1988年 4月 - 名城大学大学院法学研究科非常勤講師（英米法担当）（1991年 3月31日まで)
- 1990年
  - 4月 - 南山大学オーストラリア研究センター長就任（1991年 3月31日まで）
  - 12月 - 大学設置審議会において関東学院大学法学部法律学科教授（「商法」「消費者保護法」及び「外国法（オーストラリア法）」担当）の資格審査に合格
- 1991年
  - 3月 - 南山大学退職
  - 4月 - 関東学院大学法学部教授･ 初代法学部長及び同大学法学研究所所長就任（1996年3月まで）
  - 12月 - 学校法人関東学院理事就任（1995年11月まで）
- 1994年12月 - 大学院設置審議会において関東学院大学大学院法学研究科法律学専攻修士課程の研究指導及び講義担当教授（Ｍマル合教授）の資格審査合格
- 1995年 4月 - 関東学院大学大学院法学研究科法律学専攻修士課程講義及び研究指導教授、大学院法学研究科専攻主任（2000年3月まで）
- 1996年
  - 4月 - 関東学院大学法学部特約教授（2007年3月まで）
  - 10月 - 横浜弁護士会弁護士登録、同小田原支部所属、博士（法学）（一橋大学）（学位論文「消費者信用法の研究 -クレジット・カード法の研究」）
- 1997年 1月 - 大学院設置審議会において関東学院大学大学院法学研究科博士後期課程の研究指導及び講義担当教授（Ｄマル合教授）の資格審査に合格
- 1997年 4月 - 関東学院大学大学院博士後期課程講義・演習及び研究指導担当教授（2007年3月まで）
- 2003年 1月 - 法科大学院設置審議会において「企業法」「商事法総合」「有価証券法」講義担当教授の資格審査に合格
- 2004年 4月 -  関東学院大学専門職大学院（法科大学院）実務法学専攻講義担当教授、同大学院法務研究初代科長就任（2007年3月まで）
- 2007年
  - 3月 - 関東学院大学大学院法学研究科博士後期課程教授及び法科大学院教授を退職
  - 4月 - 西湘法律事務所客員弁護士、関東学院大学名誉教授
- 2010年4月 - 瑞宝章（瑞宝小綬章）を受章
- 2016年11月 - 横浜市青葉区にて逝去 享年86歳

## 資格
1997年、大学設置審議会においてDマル合教授
と認定された。

## 学会及び社会活動
- 1964年 1月 - 一橋大学法学会商法部会会員
- 1965年 1月 - 一橋大学企業法･ 経済法研究会会員
- 1967年
  - 10月 - 日本私法学会会員、日本経済法学会会員
- 1968年 4月 - 南山学会会員（1991年3月まで）
- 1971年 4月 - 日本交通法学会会員
- 1977年 4月 - 南山学会常任幹事・法学会会員（1991年3月まで）
- 1975年 4月 - 日本信託法学会会員
- 1985年 4月 - 金融法学会会員
- 1987年10月 - 名古屋独占禁止法研究会幹事（座長）（1991年3月まで）
- 1990年 5月 - オーストラリア研究学会会員
- 1991年
  - 5月 - 国際経済法学会会員、関東学院大学法学会会員（会長）（1996年3月まで）
  - 11月 - 小田原市個人情報保護運営審議会委員（会長）（2001年10月まで）
- 1992年 4月 - 小田原市シルバー大学運営委員会委員（大学長）（2005年3月まで）
- 1994年 4月 - 湯河原町情報公開懇話会委員（座長）（1997年12月まで）
- 1995年 4月 - 小田原市行政改革推進委員会委員（委員長）（現在に至る）
- 1997年10月 - 南足柄市個人情報保護運営審議会及び同審査会委員（会長）（2005年3月まで）
- 1998年
  - 4月 - 湯河原町個人情報保護運営審議会及び同審査会委員（会長）（2005年6月まで）
  - 6月 - 湯河原町公文書公開審査会委員（会長）（2005年6月まで）
- 1999年
  - 3月 - 小田原市市税徴収制度懇話会委員（座長）（1999年11月まで）
  - 12月 - 小田原市市税滞納審査会委員（会長）（2005年3月まで）
- 2000年 4月 - 箱根町公文書公開審査会（会長）（2005年3月まで)）
- 2001年 3月 - 真鶴町情報公開懇話会座長（2002年 3月ま）
- 2002年 4月 - 箱根町公文書公開審査会委員（会長）（2005年3月まで）、真鶴町情報公開審査会委員（会長）（2005年3月まで）

## 著書（抜粋）
- 『株式会社法の理論1』『株式会社法の理論2』（中央経済社）
- 『消費者信用法の研究―消費者保護の法理論』（千倉書房）
- 『クレジット・カード法の研究』（千倉書房）
- 『企業法総論―企業主体と活動に関する一般的規制』（中央経済社）
- 『イギリス消費者信用取引法』（千倉書房）
- 『有価証券とその法理』（中央経済社、2007年）